# 枫林镇 (玉山县)
枫林镇是中华人民共和国江西省上饶市玉山县下辖的一个镇。

## 行政区划
枫林镇下辖以下村级行政区划单位：
枫林社区、东坳村、玉坑村、中村村、中关村、三亩村、柴门村、八磜村。